# Kalajoki
Kalajoki é uma cidade e município costeiro da Finlândia. Está localizado nas imediações do Golfo de Bótnia, na província de Oulu, e faz parte da região da Ostrobótnia do Norte.
A cidade tem uma população de 12,228 e cobre uma área de 2391.30 km2, dos quais 1469.15 km2 é água. A densidade populacional é 13.23 habitantes por quilômetro quadrado.

## História
A primeira referência a Kalajoki foi encontrada no início do século XVI, tendo recebido o status de paróquia em 1525 e sido designada como paróquia regional em 1545. Esse status terminou com a abolição da forma de organização paroquial no início da década de 1860. Kalajoki era um mercado importante e controlava o comércio de alcatrão de toda a região. No final do século XIX, a produção do alcatrão foi diminuindo e o comércio da cidade foi reduzido posteriormente.[carece de fontes?]
O comércio de alcatrão era um derivado da indústria madeireira, e Kalajoki tem sido há muito tempo o local dessas atividades.[carece de fontes?] Ainda há serrarias em operação na cidade hoje.

## Turismo
Kalajoki é um local turístico bem conhecido na Finlândia devido às longas praias de areia nas margens da Baía de Bótnia e atividades relacionadas.

## Relações internacionais
- Izumo, Shimane, Japão (2003)
- Taki, Japão
- Vansbro, Suécia